# Alexandre Guéniot
Alexandre Guéniot (ur. 8 listopada 1832 w Tignécourt (Wogezy), zm. 15 lipca 1935 w Paryżu) – francuski doktor medycyny, chirurg, ginekolog i położnik, a także ornitolog i entomolog.

## Życiorys
Rozpoczął studia medyczne w Dijon, gdzie w 1855 uzyskał stopień licencjata nauk przyrodniczych. Następnie zamieszkał w Paryżu, gdzie jako stażysta pracował w szpitalach i kontynuował studia medyczne. W 1862 otrzymał w Paryżu stopień doktora medycyny na podstawie pracy Éruptions scarlatiniformes des femmes en couches. W latach 1863–1865 był kierownikiem kliniki porodowej, w 1865 został chirurgiem w szpitalu, a w 1867 podjął pracę jako chirurg w hospicjum dla dzieci, gdzie pracował do 1889. W 1869 uzyskał tytuł profesora nadzwyczajnego. W latach 1889–1894 był naczelnym chirurgiem wydziału położniczego.
Podczas oblężenia Paryża był naczelnym lekarzem szpitala wojskowego La Glacière. W 1874 został wybrany wiceprezesem Towarzystwa Anatomicznego w Paryżu. Od 1880 był członkiem Narodowej Akademii Medycyny, a w 1906 został wybrany na jej prezesa. Był też prezesem Towarzystwa Chirurgicznego, Towarzystwa Położniczo-Ginekologicznego w Paryżu i Towarzystwa Położniczego we Francji. W grudniu 1884 został kawalerem Legii Honorowej, a w 1921 oficerem Legii Honorowej.

## Prace (wybór)
- Des vomissements incoercibles pendant la grossesse, 1863
- Parallèles entre la céphalotripie et l'opération césarienne, 1866
- De la délivrance dans l'avortement, 1867
- Des grossesses compliquées et de leur traitement, 1867
- De l'opération césarienne à Paris et des modifications qu'elle comporte dans son exécution, 1870
- Clinique d'accouchement. Leçons faites à l'hôpital des cliniques par le professeur Guéniot, recueillies par le docteur Chantreuil, 1873
- Leçons faites à l'hôpital des cliniques sur les adhérences anormales du placenta, 1875